# マヌエル・アルベルト・クラロ
マヌエル・アルベルト・クラロ（Manuel Alberto Claro、1970年4月3日 - ）は、チリ生まれのデンマークの撮影監督である。

## 経歴
1970年4月3日、チリのサンティアゴに生まれる。1974年、家族とともにデンマークへ渡った。ヨーロッパ・デザイン学院とデンマーク国立映画学校で学んだ。『メランコリア』や『ニンフォマニアック』、『ハウス・ジャック・ビルト』などの撮影を手がけている。

## フィルモグラフィー

### 長編映画
- 恋に落ちる確率 Reconstruction （2003年）
- テンプル騎士団 聖杯の伝説 Tempelriddernes skat II （2007年）
- 72時間 Kandidaten （2008年）
- メランコリア Melancholia （2011年）
- ニンフォマニアック Nymphomaniac （2013年）
- トップ・ファイブ Top Five （2014年）
- 触手 La región salvaje （2016年）
- ハウス・ジャック・ビルト The House That Jack Built （2018年）

## 受賞
- 2011年 - 第24回ヨーロッパ映画賞 - 撮影賞（『メランコリア』）[5]